# Predgriže
Predgriže este o localitate din comuna Idrija, Slovenia, cu o populație de 164 de locuitori.